# The theory of molecular inheritance
The theory of molecular inheritance is een studioalbum van Arena.

## Inleiding
Na de tournee behorende bij Double vision en eigen werkzaamheden (Nolan was op toer met Pendragon) wilde Arena in 2020 de draad weer oppakken. Op het beginpunt brak de coronapandemie uit en alles kwam stil te liggen. Een nieuwe tournee moest iedere keer opnieuw uitgesteld worden. Bezoeken als band aan een geluidsstudio was verboden. Bovendien leek zanger Paul Manzi in de ogen van Clive Nolan onvoldoende geïnspireerd om een volgend album en tournee vol te zingen. Na een goed gesprek namen ze afscheid van elkaar. Samen met drummer Mick Pointer kwamen ze uiteindelijk uit bij zanger Damian Wilson, die een hele geschiedenis van neoprogbandjes heeft, onder meer Landmarq maar ook bijvoorbeeld Ayreon. Arena had, aldus Nolan, Wilson al eerder op het oog, maar het kwam er keer op keer niet van.
Wellicht als gevolg van die pandemie kreeg het album een andere geschiedenis dan de vorige albums. Normaliter handelen de teksten van Arena, alle geschreven door Nolan, over nachtmerrieachtige verhaallijnen. Dit maal kwam echter iets ander aanwaaien; de theory of molecular inheritance. Volgens Nolan, die daar al jaren mee bezig was, gaat het over kwantumfysica, waarbij moleculen eeuwig gerecycled worden. Hij gaf zelf het voorbeeld, dat een molecuul uit het DNA (met diens kwaliteiten) van Ludwig van Beethoven of seriemoordenaar gerecycled kan worden in een ander lichaam en dan zijn/haar kwaliteiten opnieuw kan leveren. Nolan ging te rade bij professor Mathematical Physics Luis Nasser, verbonden aan Columbia College Chicago (in vrije tijd basgitarist van Sonus Umbra). Uitgangspunt van het conceptalbum is een ondergronds onderzoeksstation, dat 50 jaar onontdekt blijft, maar de theorie zou kunnen onderbouwen.  
De muziek werd grotendeels geleverd door Nolan, Pointer en Mitchell. Voornamelijk Nolan en Mitchell verzamelden de ideeën en gingen, ieder in hun eigen geluidsstudio aan de slag om er één geheel van de maken. Nolan werkt al jarenlang vanuit de Thin Ice Studio; Mitchell in Outhouse. Daarbij werden de musici één voor één “ingevlogen”. Mitchell, Pointer en Wilson deden dat in Outhouse, waarbij Nolans stem nog werd toegevoegd. Nolan en Amos werkten in Thin Ice. Amos leverde het idee van de platenhoes.

## Musici
- Kylan Amos – basgitaar (was naar eigen zeggen in twee dagen klaar)
- John Mitchel – gitaar, zang
- Clive Nolan – toetsinstrumenten, zang
- Mick Pointer – drumstel, percussie
- Damian Wilson - zang

## Muziek
| Nr. | Titel                                                                               | Duur |
| --- | ----------------------------------------------------------------------------------- | ---- |
| 1.  | Time capsule (T: Nolan; M: Mitchell, Nolan, Pointer, Wilson)                        | 5:31 |
| 2.  | The equation (the science of magic) (T: Nolan; M: Mitchell, Nolan, Pointer, Wilson) | 6:29 |
| 3.  | Twenty-one grams (T: Nolan; M: Mitchell, Nolan, Pointer, Wilson)                    | 6:34 |
| 4.  | Confession (T: Nolan; M: Mitchell, Nolan, Pointer)                                  | 2:20 |
| 5.  | The Heiligenstadt legacy (T: Nolan; M: Mitchell, Nolan, Pointer, Wilson)            | 5:42 |
| 6.  | Field of sinners (T: Nolan; M: Amos, Mitchell, Nolan, Pointer, Wilson)              | 6:28 |
| 7.  | Pure of heart (T: Nolan; M: Mitchell, Nolan, Pointer, Wilson)                       | 6:18 |
| 8.  | Under the microscope (T: Nolan; M: Mitchell, Nolan, Pointer, Wilson)                | 6:52 |
| 9.  | Integration (T: Nolan; M: Mitchell, Nolan, Wilson)                                  | 4:49 |
| 10. | Part of you (T: Nolan; M: Mitchell, Nolan, Pointer, Wilson)                         | 5:54 |
| 11. | Life goes on (T: Nolan; M: Mitchell, Nolan, Pointer, Wilson)                        | 5:11 |

## Nasleep
Zowel Progwereld als IO Pages vonden het één van de betere albums van Arena, zeker ten opzichte van de voorganger. Wilson moest gaan studeren om de zangpartijen onder de knie te krijgen want de band ging na de uitgifte van album op tournee waarbij ook Nederland werd aangedaan met onder meer de Cultuurpodium Boerderij waar de band al vaker had opgetreden. 
Het album haalde onvoldoende verkoopresultaten op een albumlijst te halen; alleen Zwitserland noteerde één week op plaats 27.